# Oľga Adamčíková
Oľga Adamčíková, rozená Gontková (17. února 1903, Kremnica – 16. srpna 1992, Bratislava) byla slovenská herečka, manželka herce Samuela Adamčíka.
V roce 1921 absolvovala studium na učitelském ústavu v Bratislavě. V letech 1921–1932 působila jako učitelka v Levicích a Kremnici, pak v letech 1932–1951 jako odborná učitelka Státního ústavu pro hluchoněmé v Kremnici. Od roku 1951 až do odchodu do důchodu (1960) byla členkou činohry SND. Hrála i ve filmech. Své herecké dispozice uplatnila v několika televizních pohádkách a hrách pro děti a mládež.

## Filmografie
- 1952: Lazy sa pohli (Rendková)
- 1953: Pole neorané (Grochalka)
- 1953: Rodná zem (Veronina matka)
- 1953: V piatok trinásteho (Žebrová)
- 1954: Drevená dedina (Púplavovu)
- 1956: Čisté ruky (Rusinková)
- 1958: Dáždnik svätého Petra (Adamcová)
- 1959: Velká samota (Křístková)
- 1961: Bratia (Haviarka)
- 1961: Předjaří (Molnárka)
- 1962: Tam za lesem (farárova hospodyně)
- 1963: Bez svatozáře (Hiršová)
- 1963: Smrt si říká Engelchen (Rázková)
- 1966: Mistr kat (Katrina)
- 1967: Rok na dedine (Meranka)
- 1967: Stud (babka)
- 1968: Traja svedkovia (stará služka)
- 1968: Zbehovia a pútnici (stařena)
- 1976: Červené víno (babička)